# Pequot Lakes
Pequot Lakes ist eine Stadt im Crow Wing County in Minnesota, Vereinigte Staaten. Das U.S. Census Bureau hat bei der Volkszählung 2020 eine Einwohnerzahl von 2.395 ermittelt.

## Geographie
Nach den Angaben des United States Census Bureaus hat die Stadt eine Fläche von 4,4 km², wovon 3,8 km² auf Land und 0,6 km² (= 13,69 %) auf Gewässer entfallen.
Die Minnesota State Route 371 führt durch die Stadt.

## Ortsname
Die Ortschaft trug ursprünglich den Namen Sibley. Erst 1902 wurde auf Bewirken des United States Postal Service der heutige Name eingetragen, da es im Südwesten von Minnesota noch einen Ort Sibley gab. Die Herkunft des Ausdrucks Pequot ist nicht ganz klar. Es gibt zwar einen Indianerstamm, das Volk der Pequot, aber dieses Volk lebte schon zu der Zeit, als die ersten Europäer eintrafen, im Osten von Connecticut. Es gibt zwei mögliche Erklärungen. Einerseits könnte es sich um eine Variation des Wortes in der Chippewasprache für Pfeil handeln; das Wort bikwas wurde von Father Barroga in seinem Wörterbuch dieser indigenen Sprache genannt. Andererseits deutet ein 1936 aufgezeichnetes Gespräch mit einem Zeitzeugen darauf hin, dass in der Mitte der 1890er Jahre nördlich der Stadt die Tochter des Indianerhäuptlings Waubanaquot lebte. Diese erlaubte demnach den ersten Siedlern, ihre Wohnhöhle als Schule und Kirche zu benutzen. Ihr nach war O-Pequot und sie wurde nach ihrem Tod auf dem Friedhof der Stadt begraben.

## Demographie
Zum Zeitpunkt des United States Census 2000 bewohnten die Stadt 947 Personen. Die Bevölkerungsdichte betrug 252,2 Personen pro km². Es gab 564 Wohneinheiten, durchschnittlich 150,2 pro km². Die Bevölkerung von Pequot Lakes bestand zu 98,10 % aus Weißen, 1,06 % Schwarzen oder African American, 0,32 % Native American, 0,32 % Asian, 0,11 % gaben an, anderen Rassen anzugehören und 0,11 % nannten zwei oder mehr Rassen. 0,74 % der Bevölkerung erklärten, Hispanos oder Latinos jeglicher Rasse zu sein.
Die Bewohner der Stadt verteilten sich auf 479 Haushalte, von denen in 23,6 % Kinder unter 18 Jahren lebten. 36,5 % der Haushalte stellten Verheiratete, 9,8 % hatten einen weiblichen Haushaltsvorstand ohne Ehemann und 51,6 % bildeten keine Familien. 47,6 % der Haushalte bestanden aus Einzelpersonen und in 24,4 % aller Haushalte lebte jemand im Alter von 65 Jahren oder mehr alleine. Die durchschnittliche Haushaltsgröße betrug 1,96 und die durchschnittliche Familiengröße 2,81 Personen.
Die Stadtbevölkerung verteilte sich auf 23,9 % Minderjährige, 8,7 % 18–24-Jährige, 24,8 % 25–44-Jährige, 19,5 % 45–64-Jährige und 23,1 % im Alter von 65 Jahren oder mehr. Das Durchschnittsalter betrug 39 Jahre. Auf jeweils 100 Frauen entfielen 78,7 Männer. Bei den über 18-Jährigen entfielen auf 100 Frauen 76,7 Männer.
Das mittlere Haushaltseinkommen in Pequot Lakes betrug 23.813 US-Dollar und das mittlere Familieneinkommen erreichte die Höhe von 35.000 US-Dollar. Das Durchschnittseinkommen der Männer betrug 28.355 US-Dollar, gegenüber 18.816 US-Dollar bei den Frauen. Das Pro-Kopf-Einkommen in der Stadt war 16.275 US-Dollar. 14,8 % der Bevölkerung und 11,5 % der Familien hatten ein Einkommen unterhalb der Armutsgrenze, davon waren 15,9 % der Minderjährigen und 12,0 % der Altersgruppe 65 Jahre und mehr betroffen.